# Esfinge de Amenemhat IV
La esfinge de Amenemhat IV es una escultura tallada hacia el año 1795 a. C., a finales del Imperio Medio de Egipto.
Es de estilo egipcio, está construida en granito y tiene una inscripción que contiene el nombre del faraón Amenemhat IV, y además fue reformada en época del imperio romano.

## Hallazgo e historia
La escultura fue descubierta en el año 1926, durante las obras de construcción de un edificio en la parte baja de la ciudad de Beirut, (Líbano), y se realizó para honorar a Amenemhat IV, séptimo faraón de la dinastía XII, que gobernó del año 1807/96 al 1798/97 a. C. aprox. y a Atum, dios creador "El que existe por sí mismo", que era un dios solar en la mitología egipcia y señor de Heliópolis.

## Conservación
La figura se exhibe de forma permanente en el Museo Británico de Londres.